# Leonel da Costa
Leonel da Costa (Santarém, 1570 – Santarém, 28 de Janeiro de 1647) foi um militar e poeta português, tradutor de Virgílio e de Terêncio.
Filho de Domingos da Costa e de Catarina Vaz, pouco se sabe das particularidades da sua vida e quais foram os seus estudos. Diogo Barbosa Machado, na sua Bibliotheca Lusitana, dá-nos a seguinte descrição do autor:
"Teve profunda inteligência das línguas Grega e Latina, como vasta lição dos Poetas. Conciliou as estimações de todos que participavam da sua conversação igualmente judiciosa, e jovial. Casou com Francisca Rodrigues da Serra sua parenta a 8 de Maio de 1594. Faleceu na sua pátria a 28 de Janeiro de 1647, quando contava 77 anos de idade. Jaz sepultado na Paroquial Igreja de S. Julião junto da Capela de N. Senhora da Piedade da parte do Evangelho em sepultura raza, onde descançam os corpos de seus pais [...]." 
Segundo Inocêncio Francisco da Silva, P. Francisco José Freire citava Leonel da Costa várias vezes, sempre com louvor, qualificando-o como "bom observador da pureza da nossa língua." 

## Obras
De acordo com o Dicionário Bibliográfico Português, publicado na Imprensa Nacional (1860).
- As Eclogas e Georgicas de Vergilio (sic). Lisboa, por Geraldo da Vinha 1626.
- A conversão miraculosa da felice egypcia penitente Sancta Maria, sua vida e morte, composta em redondilhas. Lisboa, por Geraldo da Vinha 1627.
- As primeiras quatro comedias de Publio Terencio Africano, traduzidas do latim em verso solto portuguez. Lisboa, na Offic. de Simão Thaddeo Ferreira 1788.
- Ordem, ou construição litteral, palavra por palavra, das primeiras quatro comedias de Terencio, etc. Lisboa, na Offic. de Simão Thaddeo Ferreira 1790.

Inocêncio Francisco da Silva afirma que "deixou também Leonel da Costa manuscrita uma versão da Eneida, cujo autógrafo existindo no Porto em fins do século passado [séc. XVIII] em poder do médico António Francisco da Silva, veio parar finalmente às mãos de Ricardo Raimundo Nogueira", mas, desconhecendo o seu paradeiro, pergunta-se: "Onde existirá agora aquele autógrafo?" 
Esta tradução da Eneida por Leonel da Costa (1638) não se encontra, contudo, totalmente perdida. Uma cópia existe, tirada nos princípios do séc. XIX, estando na altura na posse de António Rodrigues da Cruz Coutinho, livreiro editor e proprietário do Jornal do Porto. Esta cópia, "em excelente estado de conservação", contém os primeiros seis livros da Eneida, em dois volumes – não se sabe se Leonel da Costa terá somente traduzido estes livros, ou se a cópia apenas chegara aí. Apresentam-se, de seguida, os primeiros versos desta versão:
As armas e o Varão insigne canto
Que sendo fugitivo pelo fado
 Primeiro das Regiões da antiga Troia
Chegou à Itália, e praias de Lavino;
Ele nas terras foi mui perseguido
E por força dos Deuses, no mar alto,
Por amor do furor lembrado sempre
Da fera Juno: também muitas cousas
Sofreu na guerra até que edificasse
A Cidade, e metesse em Lácio os Deuses,
Donde procede a geração Latina,
Donde os Padres Albanos, e altos muros
Da famosa soberba e altiva Roma.